# Nachunawo
Nachunawo – wieś w Gruzji, w regionie Megrelia-Górna Swanetia, w gminie Martwili. W 2014 roku liczyła 333 mieszkańców.